# Emil Gulian
Emil Gulian, né le 15 mai 1907 et décédé en décembre 1942, était un poète, traducteur et prosateur roumain.

## Biographie
Emil Gulian est né le 15 mai 1907 à Giurgiu. Il a suivi les cours du lycée Maiorescu de sa ville natale, puis ceux de la faculté de droit de Bucarest. Il a également obtenu une licence de philosophie en 1933, mais a exercé comme avocat. Il a commencé à écrire dans la revue de la société culturelle de son lycée, Sufletul nostru, en 1924. Il a publié son seul volume de poésies, Duh de basm, pour lequel il obtint le prix de la Société des écrivains roumains du meilleur début éditorial, en 1934. 
Gulian fréquentait le cercle littéraire « Sburătorul » et publiait régulièrement des textes dans les revues littéraires en vue de l'époque, comme Universul literar, România literară ou Revista Fundațiilor Regale.
En 1938, il a traduit les poésies d'Edgar Allan Poe, accompagnées d'une longue préface. Il a traduit Mithridate de Jean Racine, et beaucoup d'autres auteurs français en roumain : Paul Claudel, Jules Supervielle, Valery Larbaud, Georges Duhamel et François Mauriac.
Il était aussi l'ami de Mihail Sebastian, un de ceux qui ne l'ont pas abandonné à cause de l'atmosphère politique, qui tendait à l'antisémitisme. Il fut envoyé sur le front russe en tant que correspondant de guerre, puis capturé pour être emmené en Sibérie. Un soir de décembre 1942, par des températures négatives, il s'est endormi dans une écurie et ne s'est plus réveillé.
Du point de vue littéraire, il est souvent classé parmi les poètes hermétiques. Nicolae Manolescu admire son art diaphane qui ne sombre jamais dans l'anémie. Sa traduction d'Edgar Allan Poe a recueilli de nombreux commentaires favorables.

## Liste des principales œuvres

### Œuvres littéraires
- Duh de basm [Esprit de conte], Bucarest, 1934.

### Traduction de l'anglais vers le roumain
- Edgar Allan Poe, Poemele, Bucarest, 1938.